# Touche pas à la femme blanche !
Pour plus de détails, voir Fiche technique et Distribution.
Touche pas à la femme blanche ! (Non toccare la donna bianca) est un film franco-italien réalisé par Marco Ferreri, sorti en 1974.
Parodie de la bataille de Little Bighorn, tourné dans le cadre presque documentaire de la destruction des pavillons Baltard et du trou des Halles, montrant aussi bien le génocide des Indiens d'Amérique que l'éviction des classes populaires des centres-villes, avec des acteurs et actrices vedettes — parmi les plus célèbres de leur temps — dans des rôles à contre-emploi, ce western est tout autant une satire cinématographique que politique.

## Synopsis
Le général Custer mène la bataille de Little Bighorn avec pour but d'enfermer et d'exterminer les Indiens devenus résistants aux persécutions. Il séduit Marie-Hélène de Boismonfrais, dame patronnesse apeurée. Elle symbolise « la femme blanche », celle que Mitch, l'éclaireur indien de Custer, ne doit pas toucher. Buffalo Bill y joue les trublions, tandis que le maladif général Terry, supérieur de Custer, tergiverse.

## Fiche technique
- Titre : Touche pas à la femme blanche ! ou Touche pas à la femme blanche
- Titre italien : Non toccare la donna bianca !
- Réalisation : Marco Ferreri
- Scénario : Marco Ferreri et Rafael Azcona
- Photographie : Étienne Becker
- Décors : Luciana Vedovelli
- Costumes : Lina Nerli Taviani
- Son : Henri Roux
- Musique : Philippe Sarde
- Montage : Ruggero Mastroianni
- Production : Jean Yanne, Jean-Pierre Rassam, Michel Piccoli, Alain Sarde
- Sociétés de production : Mara Film, Les Films 66, Laser Productions, Produzioni Europee Associati-PEA (Rome)
- Directeur de production : Roberto Giussani
- Pays de production :  France |  Italie
- Langue de tournage : français
- Format : couleur (Eastmancolor) - 35 mm - 1,66:1 - Mono
- Durée : 108 minutes
- Date de sortie : 23 janvier 1974, France

## Distribution
- Marcello Mastroianni : général George Armstrong Custer
- Michel Piccoli : Buffalo Bill
- Philippe Noiret : général Terry
- Francine Custer : Hermine, la fille du général Terry
- Catherine Deneuve : Marie-Hélène de Boismonfrais
- Serge Reggiani : l'Indien fou
- Ugo Tognazzi : Mitch Bouyer
- Darry Cowl : major Archibald
- Monique Chaumette : Sister Lucy
- Marco Ferreri : le reporter Kellog (caméo)
- Alain Cuny : Taureau assis
- Paolo Villaggio : l'imposteur de la CIA
- Henri Piccoli : le père de Taureau assis
- Noël Simsolo : le représentant des Affaires indiennes
- Pierre-André Boutang : un représentant politique
- Daniele Dublino : un représentant du gouvernement.
- Jacques Robiolles : un Indien

## Analyse

### Production ambitieuse et exploitation ratée: lavengeanced'un cinéaste
Le film précédent de Marco Ferreri, La Grande Bouffe, sorti en salles en 1973, un an avant Touche pas à la femme blanche !, avait entraîné des réactions scandalisées au festival de Cannes allant jusqu'à des insultes, des bousculades et des huées mais le film avait été un succès en salles, totalisant plus de 2 800 000 entrées, pour treize semaines d'exploitation à Paris. Il avait été coproduit, entre autres, par le célèbre et controversé producteur Jean-Pierre Rassam et par Ferreri lui-même. Mais Alain Sarde rapporte qu'au lieu de reverser à Ferreri la part qui devait lui revenir, Rassam avait réinvesti l'argent dans d'autres projets cinématographiques, et Ferreri aurait, dès lors, juré de se venger. Ainsi, à l'occasion de l'idée de son nouveau film qu'il eut en se promenant du côté du chantier des Halles, alors un énorme « trou » à la place de ce que furent les pavillons Baltard, il aurait affirmé : « je vais ruiner Rassam ». Il se tourna donc à nouveau vers lui, pour produire Touche pas à la femme blanche ! conjointement avec Jean Yanne et Michel Piccoli.
Dès sa sortie en salles, en 1974, le film fut un échec et Ferreri aurait alors prononcé ces mots : « Pour moi c'est un succès ! ». Le film totalisa pourtant dix fois moins de spectateurs que La Grande Bouffe, aux alentours de 230 000 entrées en France. Ferreri aurait ainsi réussi à se « venger » en faisant perdre de l'argent à Rassam car la production était ambitieuse et coûteuse avec la réunion du quatuor d'acteurs masculins qui avait fait le succès de La Grande Bouffe : Marcello Mastroianni, Michel Piccoli, Philippe Noiret et Ugo Tognazzi, quatuor auquel viennent s'adjoindre d'autres célébrités telles Catherine Deneuve, Serge Reggiani ou Darry Cowl. La reconstitution de la bataille de Little Big Horn demandait également un certain nombre de moyens, du fait de la présence de nombreux figurants et chevaux, ainsi que l'exige le tournage d'un western.

### Une distribution exceptionnelle...
La distribution de ce film regroupe des acteurs parmi les plus populaires de leur époque :
- Marcello Mastroianni y joue un des premiers rôles en incarnant le « colonel Custer ». Méconnaissable avec les cheveux longs (ce qui est conforme à la vérité historique), il incarne un Custer aussi ridicule, histrion, que colérique et cruel : dès la première scène du film, il pique une crise de nerfs pour avoir perdu son peigne ; on le voit plus tard punir l'un de ses soldats en lui faisant lécher des déjections humaines. Il déteste, viscéralement, les indiens.
- Philippe Noiret campe un général timoré mais ambitieux et vénal. Bien qu'enchaînant diverses maladies tout au long du film — souvent alité à l'écran et dans un pyjama une pièce d'un effet comique assuré — il incarne le cynisme militaire et politique.
- Ugo Tognazzi a un rôle de traître : il est Mitch, l'éclaireur indien du colonel Custer. C'est à lui que Custer adresse la réplique « Ne touche pas à la femme blanche » qui donne son titre au film. Subissant les humiliations de Custer et les anathèmes des indiens, on peut le voir jouer une imitation de Custer/Mastroianni saisissante[Note 1].
- Michel Piccoli campe un Buffalo Bill burlesque, extravagant et grotesque. Vantant ses nombreux exploits, notamment contre les troupeaux de bisons, il est censé rendre la guerre contre les indiens populaire, par médias interposés, éclipsant Custer et le faisant enrager de se faire voler la vedette.
- Catherine Deneuve alias Marie-Hélène de Boismonfrais, une dame patronnesse infirmière, incarne une beauté ingénue et sensuelle, amoureuse de Custer, sans cesse apeurée par les indiens dont elle ne voit que les stéréotypes.
- Serge Reggiani fait une prestation spectaculaire en indien, aussi sage que fou. Crâne rasé, vêtu d'un léger pagne tout au long de ses apparitions, il prodigue, sous couvert de tenir des propos incohérents, des conseils finement avisés : il annonce la traîtrise de l'homme blanc et la disparition des indiens[6]. Il est comme le bouffon du théâtre classique par qui la vérité est dite.
- Darry Cowl joue un vétérinaire qui a trouvé une méthode révolutionnaire pour empailler les indiens afin de pourvoir les exposer morts auprès du public. Il procède à cette tâche avec l'aide d'enfants.

### … pour des rôles inhabituels: une critique du vedettariat
S'il est inhabituel de voir Mastroianni dans l'interprétation d'un rôle de perdant, il est encore plus rare de voir Catherine Deneuve s'aventurer dans de telles expériences cinématographiques. Alors au faîte de sa gloire, elle tente à travers ce film de prendre un virage dans sa carrière, loin des rôles qu'elle avait joués jusque-là dans les années 1960. Si elle y incarne la dualité classique de la femme blanche dans les westerns américains, à la fois « putain » et femme pure et dévouée, son jeu est une caricature de son personnage dans Belle de jour. La critique le lui reproche d'ailleurs, disant qu'elle « se roule […] dans le moche, voire l'innommable ». Aussi Ferreri, en lui faisant jouer un rôle de femme amoureuse de l’homme qui était son compagnon à la ville (Marcello Mastroianni, alias Custer), met-il Deneuve en abyme de son image en tant que vedette en dehors des écrans et opère une critique du vedettariat et des rôles établis à l'avance pour les acteurs.

### Anachronisme et pastiche: le «piège» contemporain du western
Là où La Grande Bouffe, bien que provoquant le spectateur, se déroulait à l'époque contemporaine avec une trame narrative somme toute classique, Touche Pas à la femme blanche ! est un pastiche de western, une farce burlesque et satirique dont le foisonnement avait de quoi déconcerter le spectateur. Le film multiplie ainsi les gags et les anachronismes : tourné en plein chantier de la rénovation du quartier des Halles, dont on aperçoit les travaux sur les immeubles alentour et les engins de terrassement, l'histoire se déroule pourtant au temps de la conquête de l'Ouest américain. Les acteurs eux-mêmes sont pour certains en costumes du XIXe siècle tandis que d'autres sont habillés selon la mode contemporaine. Dès l'une des premières scènes, le ton est posé : on voit le général Custer, en costume d'époque, arriver par un train électrique dans une grande gare parisienne où les figurants sont habillés selon la mode contemporaine.

À travers la mise en scène du personnage du général Custer, le film devient une parodie des classiques du western, tel La Charge fantastique de Raoul Walsh. Mais là où chez Walsh, il s'agit encore d'un héros, bien qu'en prise avec ses propres contradictions, il est question ici d'un personnage à l'opposé : en porte-à-faux avec son univers, dépeint comme un fou avide de sang ; tout autant hystérique et raciste que manipulé par sa hiérarchie. Par là même, Ferreri compte « dissoudre le mythe du western » et rendre aussi bien hommage au cinéma que critiquer les valeurs politiques qu'il véhicule : 

« Pourquoi un western ? Parce que selon moi nous vivons dans un climat de western. Parce que le western a toujours été l’énorme piège dans lequel nous sommes tombés depuis l'enfance. Le western exprime de manière simple et élémentaire les concepts de Dieu, Patrie et Famille. Moi, je reprends ces concepts et je les fais éclater par le rire. Les Halles sont le western, elles sont un décor de western. Ce n'est pas l'Arizona qui fait le western, le western ce sont aussi les idées. Ne trouve-t-on pas dans la ville les mêmes éléments que l'on trouve dans un western ? »

### Urbanisme et politique: des Indiens au «trou» des Halles
Perçu comme politique par la critique de l'époque, dans le prolongement de mai 68, certains affirmant que « les soldats bleus vous ont parfois d'évidentes ressemblances avec les CRS à l'uniforme à peine plus foncé », le film met en rapport l'histoire et l'urbanisme contemporain.
C'est que le lieu de tournage du film est central dans sa construction et son propos : le « trou » des Halles, creusé en plein cœur de Paris à la suite de la destruction des pavillons Baltard, remplacés par un grand centre commercial et une gare RER (référencée dans le film sous la forme de la construction du chemin de fer). Ce projet, qui s'inscrit dans la rénovation du quartier des Halles et du quartier de l'Horloge « demeure dans la mémoire collective comme un des plus grands fiascos de l'urbanisme moderne. ».
Tourner un western ayant pour décor la destruction d'un admirable ensemble architectural, historique, populaire est ainsi l'occasion pour Marco Ferreri de dresser un parallèle entre le génocide des indiens aux États-Unis et une rénovation urbaine qui aboutit à chasser du centre de Paris les pauvres et les étrangers.

## Autour du film
- Le film fait ouvertement allusion à des événements de l'époque, comme le scandale du Watergate : on peut ainsi voir le portrait de Nixon à de nombreuses reprises dans le film.
- L'affiche du film est l’œuvre de Jean Giraud alias Mœbius, le célèbre dessinateur de bandes dessinées[17].